# Chaetodon multicinctus
Espèce
Statut de conservation UICN

 LC  : Préoccupation mineure
Chaetodon multicinctus est une espèce de poissons de la famille des Chaetodontidae du pacifique.

## Référence
- Garrett : Descriptions of new species of fishes. Proceedings of the California Academy of Sciences (Series 1) 3 p. 63–67.